# Convenção de Londres sobre os Estreitos

Estreito de Bósforo
Estreito de Dardanelos

A Convenção de Londres, concluída em 13 de julho de 1841 entre as grandes potências europeias - Rússia, Reino Unido, França, Áustria e Prússia -, restabeleceu o "antigo controle" otomano sobre os Estreitos Turcos (Bósforo e Dardanelos), que ligam o Mar Negro ao Mediterrâneo, os quais foram então fechados a qualquer navio de guerra, exceto as dos aliados do sultão em tempo de guerra. Isto beneficiou o poder naval britânico às custas do russo, já que este último não dispunha de acesso direto ao Mediterrâneo. Historicamente, a Convenção de Londres foi um dos tratados referentes ao problema do acesso ao Dardanelos, ao mar de Mármara e ao Bósforo. Evoluiu a partir do tratado de Hünkâr İskelesi (ou Unkiar Skelessi), de 1833, no qual o Império Otomano garantiu o uso exclusivo dos estreitos de navios de guerra das "potências do mar Negro" (ou seja, a Turquia otomana e a Rússia Imperial) em caso de guerra generalizada, não permitindo "os navios de guerra estrangeiros a entrar nele sob qualquer pretexto ". O tratado moderno que controla as relações é a Convenção de Montreux para o Regime dos Estreitos de 1936, que está tecnicamente ainda em vigor..[carece de fontes?]